# Agromyza prespana
Agromyza prespana är en tvåvingeart som beskrevs av Spencer 1957. Agromyza prespana ingår i släktet Agromyza och familjen minerarflugor. Arten är reproducerande i Sverige. Inga underarter finns listade i Catalogue of Life.